# November (2022)
November oder November – Paris im Fadenkreuz (Originaltitel Novembre) ist ein Thriller von Cédric Jimenez, der im Mai 2022 bei den Filmfestspielen in Cannes seine Premiere feierte und im Oktober 2022 in die französischen und deutschen Kinos kam. Der Film thematisiert die Anschläge in Paris am 13. November 2015 und zeigt die nachfolgenden Ermittlungen.

## Handlung

Der Film stellt die Ermittlungen im Zuge der Anschläge in Paris am 13. November 2015 nach

Nachdem es am 13. November 2015 in Paris zu einer Serie von Anschlägen gekommen ist, im Stade de France, im 10. Arrondissement und im Bataclan, stehen bei der Polizei die Telefone nicht mehr still. Die Anti-Terror-Abteilung SDAT unter der Leitung von Héloise und ihren engsten Mitarbeitern Fred und Inès nimmt die Ermittlungen auf, um die Drahtzieher hinter den Terrorakten aufzuspüren. Der Druck auf ihr Team ist groß, und das Innenministerium drängt auf Ergebnisse. Die Terroristen müssen schnellstmöglich gefasst werden, bevor sie erneut zuschlagen können. Ein Wettlauf gegen die Zeit beginnt.
Mit Hilfe der CIA kann das Team der SDAT innerhalb kürzester Zeit zwei Terroristen identifizieren, darunter auch den Drahtzieher der Anschläge selbst.

## Die Anschläge
Die Terroranschlägen am 13. November 2015 in Paris waren koordinierte, islamistisch motivierte Attentate an fünf verschiedenen Orten im 10. und 11. Pariser Arrondissement sowie an drei Orten in der Vorstadt Saint-Denis. Nach Angaben der französischen Regierung wurden 130 Menschen getötet und 683 verletzt. Zu den Anschlägen bekannte sich die terroristische Vereinigung „Islamischer Staat“. Die Angriffsserie richtete sich gegen die Zuschauer eines Fußballspiels im Stade de France, gegen die Besucher eines Rockkonzerts im Bataclan-Theater sowie gegen die Gäste zahlreicher Bars, Cafés und Restaurants. An diesem Tag waren fünf Verdächtige festgenommen worden, darunter ein enger Vertrauter des britischen IS-Kämpfers Mohammed Emwazi.

## Produktion

### Filmstab, Besetzung und Dreharbeiten
Regie führte Cédric Jimenez. Das Drehbuch stammt von Olivier Demangel. Es handelt sich bei Novembre um den fünften Spielfilm von Jimenez als Regisseur. Auch seine letzten drei Filme Der Unbestechliche – Mörderisches Marseille, Die Macht des Bösen und Bac Nord – Bollwerk gegen das Verbrechen waren Kriminalfilme oder Thriller, die die Polizeiarbeit zeigten.
Die Hauptrolle von Fred wurde mit Jean Dujardin besetzt. Er spielte bereits in Der Unbestechliche die Hauptrolle. Die César-Gewinnerin Anaïs Demoustier spielt seine Kollegin Ines und Sandrine Kiberlain ihre Kollegin Héloise. Die Franko-Algerierin Lyna Khoudri spielt die Zeugin Samia. In weiteren Rollen sind der belgische Schauspieler Jérémie Renier als Marco, Cédric Kahn als Martin, Sofian Khammes als Foued, Sami Outalbali als Kader und Stéphane Bak als Djibril zu sehen.
Die Dreharbeiten fanden ab Mai 2021 über zwölf Wochen verteilt in Griechenland, Belgien und in der Region Île-de-France statt. Als Kameramann fungierte Nicolas Loir. Der Film entstand unter dem Arbeitstitel aka 13/11.

### Filmmusik und Veröffentlichung
Die Filmmusik komponierte Guillaume Roussel, mit dem Jimenez auch für seinen letzten Film Bac Nord zusammengearbeitet hette. Das Soundtrack-Album mit insgesamt zwölf Musikstücken wurde Anfang Oktober 2022 von MovieScore Media als Download veröffentlicht.
Die Premiere erfolgte am 22. Mai 2022 bei den Filmfestspielen in Cannes, wo der Film im Hauptwettbewerb außer Konkurrenz gezeigt wurde. Im Jahr zuvor hatte der Regisseur hier seinen Film Bac Nord vorgestellt. Deutschlandpremiere war im September 2022 bei der Filmkunstmesse Leipzig. Ende September wurde er beim Zurich Film Festival gezeigt. Am 5. Oktober 2022 kam November in die französischen Kinos. Am 6. Oktober 2022 wurde November beim Filmfest Hamburg gezeigt. Der Kinostart in Deutschland erfolgte am 20. Oktober 2022.

## Rezeption

### Kritiken und Einspielergebnis
Bei Rotten Tomatoes sind 78 Prozent der aufgeführten Kritiken positiv.
Jacques Mandelbaum von Le Monde erklärt in seiner Kritik, es sei ein typisches Merkmal der Filme von Cédric Jimenez, dass ihnen die kritische Distanz fehle, aber eine gewisse Faszination für martialischen Prunk und für das kinetische Potenzial seines Sujets zu erkennen sei, was sich dann gelegentlich angesichts der tragischen Natur eines Ereignisses als unpassend erweisen könne. So sei es auch mit November, doch obwohl der Film in den turbulenten Tagen nach den schrecklichen Anschlägen von Paris vom 13. November 2015 spiele und auch spannungsreich sei, sei es gleichzeitig sein bislang zurückhaltendster Film, weil nüchtern und distanziert wie ein Polizeibericht.
Barbara Schweizerhof schreibt in der taz, November schildere, anders als etwa die Filme Meinen Hass bekommt ihr nicht und Frieden, Liebe und Death Metal, die im gleichen Jahr starteten und auf Berichten von realen Personen beruhen, mit bewusster Einseitigkeit über die Terroranschläge vom 13. November nur aus einer Perspektive, nämlich der der Polizei und der Sicherheitskräfte: „Von den Attentaten selbst, weder den Schüssen auf der Straße noch den Schreckensszenen beim Rock-Konzert der US-Band Eagles of Death Metal im Bataclan, sieht man in Novembre nichts.“ Jimenez erzähle in großer Dichte einzig von dem, was aufseiten der Sicherheitskräfte in den fünf Tagen zwischen dem Abend des Anschlags und dem 18. November passierte. Wenn Fred in einer der ergreifendsten Szenen des Films seine Kollegen erinnert, für die anstehende Arbeit brauche es Emotionslosigkeit, reproduziere Jimenez diese Forderung in seiner Weise durch eine auf Nüchternheit abzielende Inszenierung mit forciertem Erzählrhythmus und abrupten Ortswechseln. Er werfe seine Zuschauer hinein in einen kaum verständlichen Tumult aus hektischen Bewegungen, Berufsjargon und angespannten Gesichtern und halte sie so gleichzeitig auf Abstand.
Ryan Gilbey schreibt im Guardian, dass der Film als Thriller aalglatt, funktional und ziemlich platt sei. „Als PR-Aktion für die französische Polizei ist er hervorragend.“
Gerhard Midding von epd Film schreibt, der Grundimpuls von Cédric Jimenez’ Film sei die Dringlichkeit, und der Regisseur habe das als Actionthriller nach amerikanischem Muster inszeniert, ohne nennenswerte Distanz zum Sog der Ermittlung, was er mit „Aufarbeitung als Suspense“ umschreibt. Wie in seinem Polizeifilm Bac Nord stelle sich Jimenez auch hier unverbrüchlich auf die Seite der Gesetzeshüter, lasse sich diesmal jedoch ein paar Hintertüren der Ambiguität offen, so, wenn er kurz die Perspektive eines Waffenhändlers ins Spiel bringt, der meint, 50 Jahre gescheiterter Integrationspolitik seien eigentlich schuld an den Gräueltaten des IS. Während in Jiminez’ vorangegangenen Genrefilmen das Testosteron überwog, weise die Heroisierung nun sachte Nuancen auf, so Midding.
An seinem Startwochenende verzeichnete der Film in Frankreich rund 460.000 Besucher. Insgesamt zählt er dort rund 2,3 Millionen Besucher.

### Auszeichnungen
César 2023
- Nominierung für die Beste Regie (Cedric Jimenez)
- Nominierung als Beste Nebendarstellerin (Anais Demoustier)
- Nominierung als Beste Nebendarstellerin (Lyna Khoudri)
- Nominierung für Besten Filmschnitt (Laure Gardette)
- Nominierung für Besten Ton (Cedric Deloche, Alexis Place, Gwennolé Le Borgne und Marc Doisne)
- Nominierung für die Besten visuellen Effekte (Mikael Tang Uy)

Filmfest Hamburg 2022
- Nominierung für den Art Cinema Award[18]